# 22989 Лоріскопп
22989 Лоріскопп (22989 Loriskopp) — астероїд головного поясу, відкритий 4 листопада 1999 року.
Тіссеранів параметр щодо Юпітера — 3,287.